# بردار واحد

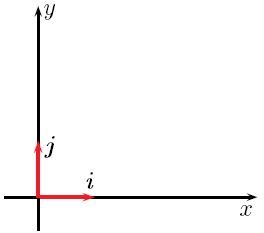
نمایی از دو «بردار واحد» در یک‌فضای برداری طبیعی.

بردار واحد یا بردار یکه (به انگلیسی: Unit vector)، برداری در فضای برداری نرم‌دار است که طول آن ۱ می‌باشد. هرگاه v بردار دلخواهی در یک فضای برداری نرم‌دار باشد و ||v|| = ۱ آنگاه v  یک بردار واحد نام دارد و گوییم نرمالی شده است.
هر بردار ناصفر را می‌توان با تقسیم کردن بر نرمش به یک بردار واحد تبدیل کرد: u = v/||v|| در این حالت بردار u یک بردار واحد است و می‌گوییم بردار v را نرمالی کرده‌ایم.